# Skopje (nádraží)

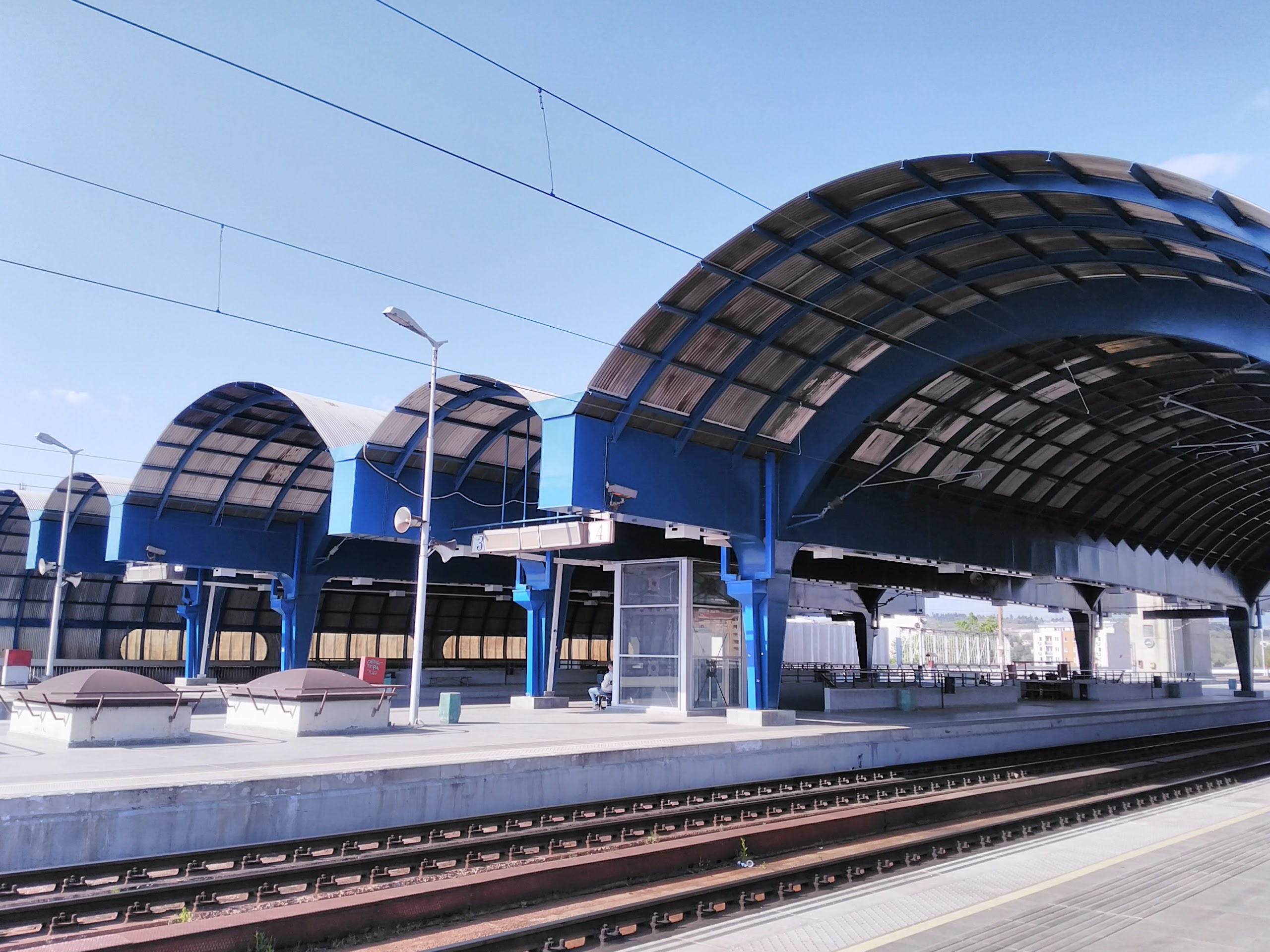
Nástupiště

Nádraží Skopje (makedonsky Железничка станица Скопје) představuje hlavní uzel železniční dopravy v severomakedonské metropoli. Nachází se nad třídou Bulevar Kuzman Josifovski Pitu jihovýchodně od centra města. Nádraží, které vzniklo po rozsáhlém zemětřesení, se nachází na masivním betonovém mostě, stranou historického centra města.
Odbavovací hala a čekárny se nacházejí nad úrovní ulice, ale pod úrovní nástupiště. S nimi jsou spojeny eskalátory.

## Historie
Původní budova nádraží byla poničena během zemětřesení v roce 1963. Zřícená polovina budovy byla ponechána jako memento ničivé události. Podle plánů na přestavbu města, které byly vypracovány v polovině 60. let, bylo následně hlavní skopské nádraží přesunuto na nové místo a byl přebudován celý železniční uzel pro severomakedonskou metropoli. Futuristický komplex dopravního centra (makedonsky Транспортен центар) zahrnuje kromě železniční stanice také obchody a autobusové nádraží. V polovině 60. let se jednalo o pokrokový návrh, který vypracoval japonský architekt Kenzo Tange.
Výstavba nádraží probíhala 10 let. Vznikla na nejdelším mostě na území Severní Makedonie v délce 1450 metrů, který kromě několika tříd východní části města překonává také řeku Vardar. Most, na kterém se nádraží nachází, je široký 700 m a má 10 nástupišť. Dokončeno však bylo pouze šest. Na výstavbu nádraží bylo spotřebováno 70 000 m3 betonu a 11 000 tun železa. Stavba byla od počátku navržena tak, aby odolala dalšímu případnému zemětřesení. Na realizaci nádraží dohlížel od začátku až do konce sám Kenzo Tange, který také položil i její základní kamen.
Budova nádraží byla slavnostně otevřena v roce 1981 a od té doby slouží jako hlavní stanice pro severomakedonskou železniční síť. Stanice byla často kritizována jako předimenzovaná[zdroj?] pro potřeby města, které mělo méně než půl milionu obyvatel. Nebyla navíc dokončena celá.
V druhé dekádě 21. století byla nicméně ve špatném technickém stavu (poničené osvětlení a zastaralé vybavení), a tak bylo rozhodnuto o její modernizaci. Ta se uskutečnila v letech 2014–2015. Stavba stála 2,5 milionů eur; vláda investovala 15 % částky a zbytek pokryly prostředky z mezinárodních fondů. Kromě obnovy prostoru pro cestující byla také vyměněna signalizace v prostoru nádraží. Byly také zcela vyměněny výtahy ve stanici. 

## Obraz v kultuře
Na skopském nádraží začíná děj filmu Tetování z roku 1991.